# Czeczeński Uniwersytet Państwowy
Czeczeński Uniwersytet Państwowy (czecz. Нохчийн пачхьалкхан университет INGGU) – rosyjski uniwersytet w Czeczenii.
Uczelnia została założona w 1938 roku jako Czeczeńsko-Inguski Instytut Pedagogiczny w Groznym. Składał się z trzech wydziałów: Filologicznego, Historycznego i Wydziału Fizyki i Matematyki. Instytut został ewakuowany po napaści Niemiec na ZSRR (1941–1945). Odbudowano go w latach 1955/57.
Instytut został przekształcony w uniwersytet; podczas pierwszej i drugiej wojny czeczeńskiej był poważnie uszkodzony i został ponownie otwarty w kwietniu 2000.

## Wydziały
- Wydział Historyczny
- Wydział Matematyki i Informatyki
- Wydział Fizyki i technologie informacyjne i komunikacyjne
- Wydział Biologii i Chemii
- Wydział Lekarski
- Wydział Prawa
- Wydział Ekonomii
- Wydział Finansów i Ekonomii
- Wydział Geografii i Geoekologii
- Wydział Agrotechniki
- Wydział Języków Obcych
- Czeczeński Instytut Filologii i ogólnie
- Wydział Administracji Publicznej
- Wydział edukacji i kształcenia zawodowego